# Yawovi Agboyibo
Yawovi Agboyibo ou Yaovi Agboyibor est un homme politique togolais, Premier ministre du 20 septembre 2006 au 6 décembre 2007 et fondateur du Comité d'action pour le renouveau (CAR).

## Biographie
Yawovi Agboyibo est né le 31 décembre 1943 à Kouvé dans la préfecture de Yoto.
Il fait des études de droit et de lettres au Togo, en Côte d'Ivoire, au Sénégal et en France.
Avocat de formation, il est le bâtonnier du barreau du Togo de 1987 à 1990. Il est également le président de la Conférence internationale des barreaux de 1987 à 1988.
Militant des droits de l'homme, il est considéré comme un opposant modéré à la dictature de Gnassingbé Eyadema. Agboyibo est à l'origine de la création de la Commission nationale des droits de l'homme, fondée en 1987 et dont il est le premier président (1987-1990). On lui attribue un rôle important dans le processus de démocratisation du Togo. En 1991, en tant que président du Front des associations pour le renouveau, il négocie avec Eyadema et obtient une amnistie générale des opposants exilés ainsi qu’une charte introduisant le multipartisme.
Il est le fondateur du Comité d'action pour le renouveau (CAR) en 1991 et dirige ce parti politique de 1991 à 2008.
En 1993, pour protester contre l'invalidation de la candidature de l'opposant radical Gilchrist Olympio à l'élection présidentielle, Agboyibo et le CAR décident de boycotter le scrutin. Gnassingbé Eyadema est facilement réélu. Lors des élections législatives de 1994 (en), le CAR obtient 36 sièges sur 81 au Parlement. Le poste de Premier ministre revient cependant à Edem Kodjo dont le parti a obtenu 7 sièges, qui renverse son alliance avec le CAR en faveur du Rassemblement du peuple togolais (RPT, l'ancien parti unique qui a obtenu 35 sièges), ce qui lui permet de former une nouvelle majorité,.
Eyadéma est réélu président (en) en 1998 lors d'une élection dont le dépouillement est très contesté (le principal candidat de l'opposition Gilchrist Olympio (Union des forces de changement, UFC) était donné vainqueur lors des décomptes partiels). Agboyibo, candidat du CAR lors de cette élection, obtient 9,5 % des voix. Pour résoudre cette nouvelle crise politique, l'opposition, dont Agboyibo, et le parti au pouvoir signent en juillet 1999 l'Accord-cadre de Lomé,.
Le 3 août 2001, Agboyibo est emprisonné en raison d'une plainte en diffamation du Premier ministre Kodjo Agbéyomé. Le processus de dialogue politique entre l'opposition et le pouvoir est alors interrompu. La Cour d'appel de Lomé annule les poursuites contre Agboyibo et ordonne sa libération en janvier 2002, mais celle-ci n'intervient effectivement qu'en mars.
En 2003, Agboyibo est de nouveau candidat à l'élection présidentielle (en) et obtient 5,1 % des voix, loin derrière Eyadéma et Emmanuel Bob Akitani, le candidat de l'opposition radicale (UFC).
En septembre 2006, Agboyibo succède à Edem Kodjo au poste de Premier ministre.
En 2008, Agboyibo quitte la présidence du CAR et laisse la place à Dodji Apevon. Agboyibo devient président d'honneur du parti.
Agboyibo est encore candidat à l'élection présidentielle de 2010, mais arrive loin en troisième position avec 2,96 % des voix derrière Faure Eyadéma, fils du dictateur précédent, et Jean-Pierre Fabre, le candidat de l'opposition radicale.
Le CAR connaît une crise en 2016, laquelle aboutit au départ d'une partie de sa direction (la moitié des cadres), menée par Apevon, qui fonde un nouveau parti, les Forces démocratiques pour la République (FDR),. Agboyibo redevient président du CAR en janvier 2017.
Il meurt en France le 30 mai 2020 à l'âge de 76 ans, des suites d’une courte maladie.
Du 3 au 4 juin 2021 est organisé le premier Colloque international au Togo en hommage à Yawovi Agboyibo.

## Décorations
- Officier de l'ordre du Mono (1982)[9]

## Ouvrages
- Yawovi Agboyibo, Combat pour un Togo démocratique, éditions Karthala, 1999.
- Encyclopédie juridique pour l’Afrique (tome IX), Nouvelles éditions africaines, 1982.